# Бела Карпаті
Бела Карпаті (угор. Kárpáti Béla, 30 вересня 1929, Татабанья — 31 грудня 2003, Будапешт) — угорський футболіст, що грав на позиції захисника за клуби «Дьйор» та «Вашаш», а також національну збірну Угорщини. По завершенні ігрової кар'єри — тренер.
Триразовий чемпіон Угорщини. Триразовий володар Кубка Мітропи. 

## Клубна кар'єра
У футболі дебютував 1946 року виступами за команду «Дьйор», в якій провів дев'ять сезонів, взявши участь у 161 матчі чемпіонату. 
1956 року перейшов до клубу «Вашаш», за який відіграв 8 сезонів. За цей час тричі виборював титул чемпіона Угорщини, ставав володарем Кубка Мітропи (двічі). Завершив професійну кар'єру футболіста виступами за команду «Вашаш» у 1964 році.

## Виступи за збірну
1953 року дебютував в офіційних матчах у складі національної збірної Угорщини. Протягом кар'єри у національній команді провів у її формі 19 матчів.
Був присутній в заявках збірної на чемпіонаті світу 1954 року у Швейцарії, де разом з командою здобув «срібло» і чемпіонаті світу 1958 року у Швеції, але на поле не виходив.

## Кар'єра тренера
Розпочав тренерську кар'єру невдовзі по завершенні кар'єри гравця, 1965 року, очоливши тренерський штаб клубу «Озді».
1967 року став головним тренером команди «Відеотон», тренував клуб з Секешфегервара один рік.
Згодом поїхав до Африки, де тренував нігерійські клуби «Дарма Юнайтед», «Ракка Роверз» і «Кано оллам».
Протягом тренерської кар'єри також очолював «Залаегерсег» та «Тадхамон» з Кувейту.
Останнім місцем тренерської роботи був клуб «Вашаш», головним тренером команди якого Бела Карпаті був з 1988 по 1989 рік.
Помер 31 грудня 2003 року на 75-му році життя у місті Будапешт.

## Титули і досягнення
- Чемпіон Угорщини (3):

«Вашаш»: 1957, 1960—1961, 1961—1962
- Володар Кубка Мітропи (3):

«Вашаш»: 1956, 1957, 1962
- Віце-чемпіон світу: 1954